# Клеванов, Александр Семёнович
Александр Семёнович Клеванов (30 мая [11 июня] 1826, слобода Сватовая Лучка Купянского уезда, Харьковская губерния — 15 [27] февраля 1889, Ромны, Полтавская губерния) — русский переводчик древних классиков; педагог.

## Биография
Детство провёл в Изюме и Москве. Учился в Московском дворянском институте, затем во 2-й московской гимназии, которую окончил в 1843 году с серебряной медалью. В 1844—1848 годах учился на историко-филологическом отделении философского факультета Московского университета, там же в 1849 году подготовил магистерскую диссертацию «История Юго-Западной Руси от её начала до половины XIV в.» Архивная копия от 18 сентября 2020 на Wayback Machine, но профессуры не получил: защита не состоялась из-за сильного противодействия С. П. Шевырева. Причиной этому были, может быть, те тяжёлые обстоятельства, на которые Клеванов нередко жаловался в предисловиях к своим переводам.
В 1851 году ушёл в отставку. С 1856 года — коломенский, затем в 1857—1858 годах — бронницкий уездный судья; в 1859—1861 годы — чиновник при московском генерал-губернаторе; в 1863—1868 годы — причислен к Министерству внутренних дел. Сотрудничал в «Голосе» (1863—1864), «Пчеле». С конца 1850-х много занимался переводом античных классиков, которые принесли ему известность. С 1868 года преподавал в Херсонской (1868), 2-й Киевской (1869—1870), 1-й Харьковской гимназиях; после некоторого перерыва преподавал в Оренбургской (1878—1879), Уфимской (1879—1880), Немировской (1880—1884) гимназиях. В 1885 году он писал:

С детства непреодолимая охота высказываться, завить как-нибудь себя и свои мысли; на деле же оказывается очень мало толку из всего этого старания. Издано много до 30 том[sic] — больших и малых, переводов и сочинений <…> а все неисправим до гробовой доски. От письменных занятий и исправления корректур зрение давно становилось слабым, но я продолжал заниматься и дождался до того, что не могу теперь отличить листа печатной бумаги от листа совершенно белой, т.е., говоря проще, ослеп и вследствие этого, конечно уволен от должности учителя Немировской гимназии и дожидаюсь пенсии.
— Предисловие / Три современных вопроса… — Киево, 1885.

### Древний Рим
- «Корнелия Непота жизнеописание славнейших полководцев» (М., 1857);
- «Сочинения К. К. Саллюстия, с приложением его жизнеописания и четырёх речей против Катилины» (изд. 2-е, М., [1859);
- «История народа римского, Тита Ливия». — СПб. и М., 1859—1867
- «Философские беседы Платона». — М., 1861
- «Обозрение философской деятельности Платона и Сократа. По Целлеру» (М., 1861);
- «Сочинения К. Ю. Цезаря» (М., 1865);
- «Сочинения П. Корнелия Тацита» (М., 1870);

### Русь
- О значеніи русской лѣтописи в духовном развитіи русскаго народа, 1848
- О феодализмѣ на Руси, 1848 (gb Архивная копия от 9 февраля 2018 на Wayback Machine)
- История Юго-западной Руси от ее начала до половины XIV века. — М.: Тип. Александра Семена, 1849. — 232 с. (РГБ, gb Архивная копия от 9 февраля 2018 на Wayback Machine, Руниверс Архивная копия от 9 февраля 2018 на Wayback Machine) // Магистерская диссертация А. С. Клеванова.
- Летописный рассказ событий Киевской, Волынской и Галицкой Руси от ее начала до половины XIV века: Изд. с прил. двух исслед.: О значении Русской летописи в духовном развитии русского народа и О феодализме на Руси / Александр Клеванов. — М.: тип. А. И. Мамонтова и К°, 1871. — CXXVIII, 498 с. Основной массив книги составляют: Лаврентьевская летопись (С. 1—172), Ипатьевская летопись (С. 172—393), Волынская летопись (С. 394—497).

### Разное
- Записки моего приятеля. Впечатления жизни / Изд. А. Клеванов. Ч. 1. — М.: тип. А. И. Мамонтова, 1869. — [4], 339 с.
- Путевые заметки за границей и по России в 1870 году. — М.: тип. А. И. Мамонтова и К°, 1871. — [4], 543 с.
- Очерк истории Чешского вероисповедного движения. — 1876.
- Опровержение лжеучений социалистов и о нравствено-воспитательном значении истории как науки : Два исслед. А.С. Клеванова. — Уфа: Губ. тип., 1880. — [2], 27 с.
- Три современных вопроса: О воспитании — социализм, коммунизм и нигилизм — о дворянстве по поводу столетия дворянской грамоты. — Киев: тип. П. Барского, 1885. — 66 с.

### Переиздания работ
- Клеванов А. С. История Юго-Западной Руси от её начала до половины XIV века. — М.: Либроком, 2011. — 226 с. — (Академия фундаментальных исследований: история). — ISBN 978-5-397-02107-4.
  - Клеванов А. С. История Юго-Западной Руси от её начала до половины XIV века. — М.: Либроком, 2014. — 226 с. — (Академия фундаментальных исследований: история). — ISBN 978-5-397-04399-1.
- Клеванов А. С. Обозрение философской деятельности Платона и Сократа. — М.: Либроком, 2012. — 316 с. — (Из наследия мировой философской мысли. Философия античности). — ISBN 978-5-397-02806-6.